# Metoxibisfenol A
Metoxibisfenol A ou 2,2-bis(4-metoxifenil)propano, abreviado como MBPA (do inglês methoxybisphenol A), é o composto orgânico de fórmula C17H20O2, massa molecular 256,35. É classificado com o número CAS 1568-83-8.
Possui atividade estrogênica em microssomas do fígado humano e em ratos.